# Глинки (Ленинградская область)
Глинки (ижор. Savimäki) — деревня в  Вистинском сельском поселении Кингисеппского района Ленинградской области.

## История
На карте Ингерманландии А. И. Бергенгейма, составленной по шведским материалам 1676 года, она обозначена как деревня Gnilka (Sawinka).
На шведской «Генеральной карте провинции Ингерманландии» 1704 года — как Gnilka.
Как деревня Гиналка она упомянута на «Географическом чертеже Ижорской земли» Адриана Шонбека 1705 года.
Как деревня Гнилка она обозначена на карте Ингерманландии А. Ростовцева 1727 года.
Деревня являлась вотчиной императора Александра I из которой в 1806—1807 годах были выставлены ратники Императорского батальона милиции.
На карте Санкт-Петербургской губернии Ф. Ф. Шуберта 1834 года обозначена деревня Глинки, состоящая из 26 крестьянских дворов.

ГЛИНКИ — деревня принадлежит ведомству Ораниенбаумского дворцового правления, число жителей по ревизии: 78 м. п., 84 ж. п. (1838 год)

В пояснительном тексте к этнографической карте Санкт-Петербургской губернии П. И. Кёппена 1849 года она записана как деревня Sawimäki (Глинки) и указано количество её жителей на 1848 год: ижоры — 78 м. п., 87 ж. п., всего 165 человек, которые относились к православному Сойкинскому Николаевскому приходу.
Деревня Глинка из 26 дворов упоминается на карте профессора С. С. Куторги 1852 года.

ГЛИНКА — деревня Ораниенбаумского дворцового правления, 10 вёрст по почтовой, а остальное по просёлкам, число дворов — 21, число душ — 72 м. п. (1856 год)

ГЛИНКИ — деревня, число жителей по X-ой ревизии 1857 года: 85 м. п., 82 ж. п., всего 167 чел.

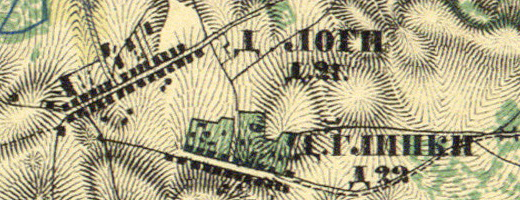
Деревня Глинки на карте 1860 года

Согласно «Топографической карте частей Санкт-Петербургской и Выборгской губерний» в 1860 году деревня Глинки состояла из 22 крестьянских дворов.

ГЛИНКИ (САВИНЕ) — деревня Дворцового ведомства, число дворов — 23, число жителей: 90 м. п., 99 ж. п. (1862 год)

ГЛИНКИ — деревня, по земской переписи 1882 года: семей — 41, в них 108 м. п., 117 ж. п., всего 225 чел.

Сборник Центрального статистического комитета описывал её так:

ГЛИНКА (ГЛИНКИ) — деревня бывшая владельческая при Финском заливе, дворов — 37, жителей — 207; Лавка. (1885 год)

ГЛИНКИ — деревня, число хозяйств по земской переписи 1899 года — 52, число жителей: 139 м. п., 159 ж. п., всего 298 чел.;
 разряд крестьян: бывшие удельные; народность: русская

В конец XIX — начале XX века деревня административно относилась к Стремленской волости 2-го стана Ямбургского уезда Санкт-Петербургской губернии. Население деревни было исключительно ижорским.
В 1917 году деревня Глинки входила в состав Стремленской волости Ямбургского уезда.
С 1917 по 1924 год деревня Глинки входила в состав Глинского сельсовета Сойкинской волости Кингисеппского уезда.
С 1924 года в составе Горковского сельсовета.
Согласно данным переписи населения СССР 1926 года в деревне Глинки проживали 274 человека, большинство ижоры, а также русские.
С 1927 года в составе Котельского района.
С 1928 года в составе Сойкинского сельсовета. В 1928 году население деревни Глинки составляло 277 человек.
С 1931 года в составе Кингисеппского района.
По данным 1933 года деревня Глинки входила в состав Горковского сельсовета Кингисеппского района.
По данным 1936 года деревня Глинки была административным центром Горковского сельсовета, к который входили 10 населённых пунктов, 361 хозяйство и 5 колхозов.
C 1 августа 1941 года по 31 января 1944 года деревня находилась в оккупации.
В 1958 году население деревни Глинки составляло 185 человек.
По данным 1966, 1973 и 1990 годов деревня Глинки также входила в состав Сойкинского сельсовета Кингисеппского района.
В 1997 году в деревне Глинки проживали 93 человека, деревня входила в состав Сойкинской волости с центром в деревне Вистино, в 2002 году — 55 человек (русские — 85 %), в 2007 году — также 55 человек.

## География
Деревня расположена в северной части района на автодороге 41А-007 (Санкт-Петербург — Ручьи).
Расстояние до административного центра поселения — 4,5 км.
Расстояние до ближайшей железнодорожной платформы Косколово — 19 км.
Деревня находится на Сойкинском полуострове у побережья Финского залива.

## Демография
| 1862 | 2007 | 2010 | 2017 |
| ---- | ---- | ---- | ---- |
| 189  | ↘55  | ↘48  | ↘36  |

### Национальный состав
Согласно данным Всероссийской переписи населения 2021 года в деревне проживали 30 человек, из них:
 русские — 24, ижорцы — 3, литовцы — 1, мордва — 1, украинцы — 1 человек.

## Улицы
Криворучьёвская, Председателя Фёдорова.